# ケビン・アラニス
ケビン・ニコラス・アラニス・アクーニャ（Kevin Nicolás Alaníz Acuña , 2003年1月30日 - ）は、ウルグアイ・モンテビデオ県モンテビデオ出身のサッカー選手。カンペオナート・ウルグアージョ・CAフェニックス所属。ポジションはミッドフィールダー。

## クラブ経歴
2019年にCAフェニックスのトップチームに昇格。5月11日のCAプログレッソ戦で16歳でプロデビュー。同年シーズンはリーグ戦12試合に出場。翌2020年シーズンは更に出場機会を増やし、23試合に起用され、チームの中心選手に成長した。

## 代表経歴
2019年にペルーで開催された南米U-17選手権に、U-17のウルグアイ代表で出場。グループリーグ戦のパラグアイ戦でゴールを決めた。